# Pedra
Pedra là một đô thị thuộc bang Pernambuco, Brasil. Đô thị này có diện tích 803 km², dân số năm 2007 là 21519 người, mật độ 26,8 người/km².